# おふらいんげーむ
『おふらいんげーむ』は、えむあによる日本の漫画作品。
『メンズヤング』（双葉社）にて2007年12月号から2012年3月号まで連載。同誌の休刊にともない『アクションピザッツSP』（同社）に移籍し、2012年5月号より2014年3月号まで連載された。
ストーリーはMMORPGを題材とするハーレム系ラブコメとなっている。

## ストーリー
MMORPGの『蒼穹のエジェンギュエル』（通称：EG）で、チーム「ブロンドの矢」を率いているナイトこと内藤征樹は、オンラインではトップレベルで一目置かれている存在だが、オフライン（実世界）では目立たない存在だった。それまでオフ会に参加したことは無かったが、チームメンバーに誘われて初めてオフ会に参加した征樹は、最初こそよそよそしいものの同じ趣味を持つ相手ということで、打ち解けていった。

## 登場人物

### ブロンドの矢
EG内でのキャラ名/本名。
ナイト/内藤 柾樹（ないとう まさき）
ブロンドの矢の創設者でリーダー。ゲーム内では闘技場のトップランカーになる等有名だが、実生活は冴えない大学生。純主催のオフ会に参加したのをきっかけに複数の女性と肉体関係（基本的に女性の側から誘ってくる）を持つ。ゲーム内では頼りがいのある性格をしており、それが実生活にも良い影響を出しつつある。
ゲームに夢中になるあまり、大学の進級に必要な単位がギリギリになるなどだらしない生活をしていたが、ノイエの妊娠をきっかけに自宅警備員を極めるとして家事・育児の一切を引き受ける頼れる主夫への意識へ変わり始めた。
ノイエ/西園寺 志乃（さいおんじ しの）
ブロンドの矢の創設者の一人で副リーダー。実生活では本職は声優だが、劇団にも所属（後に退団）。EGを始めてすぐにナイトと出会い、行動を共にしている。ナイトに対して絶大な信頼を寄せており、初体験の相手はナイト。性格は内向的で男に尽くすタイプ。実家が裕福らしく上京の際に父親がマンションを購入している。一時期はナイトと叶莉亜が付き合っていると勘違いし、ナイトの性奴隷を自称していたが、誤解が解けてナイトとは恋人になり同棲し、ある事件をきっかけにEG内で（システム上の）結婚。後に妊娠をきっかけに、実生活でも結婚する。
叶莉亜（かなりあ）/山浦 可南子（やまうら かなこ）
素直で良い子ではあるが、思慮に欠けた行動が目立つ。初体験の相手はネットで知り合ったフェルナンド（だが痛みに耐えられず入れただけでやめたらしい）。ナイトと関係を持った後、ナイトの家に転がり込み居候となる。ノイエとは一時期、不仲になるも現在はナイトとノイエの仲を応援している。実家が老舗の料亭で、一時期は軟禁状態（本人談）で手伝いをさせられたことをきっかけに調理師学校への入学を決める。ノイエの誘いもあり、ノイエ・ナイト宅に同居するも、ノイエの妊娠・結婚を機に二人の幸せの間にいる自分の存在に対して疑問を抱くようになり、ノイエの出産の際に姿を消し音信不通となるが、3年後にネットゲーム内でナイトに発見された。
純（じゅん）、オーリエ/潤（じゅん）
ブロンドの矢のエロ担当。ブロンドの矢の最初のオフ会の言い出しっぺ。その時にナイトをトイレで襲い、初体験の女性となった。過去、交際相手の指示で不特定多数の男性と関係を持ったことが軽いトラウマになっている。新たにオーリエというキャラを作り、髪の色や服装までがらりと変え、ナイトを攻略しようとするもナイトから無理をしていると諭され、元に戻る。ナイトの後をつけて自宅や住所を知るなど、少々ストーカー気質あり。
幽愛（ゆめ）/由美（ゆみ）
ブロンドの矢の最古参（ナイト・ノイエに続く3人目のメンバーの模様）の1人。既婚者だが夫との仲はあまり良好ではなく、ナイトに相談している。純とナイトとのHに気付き、自身も肉体関係を持つ。チームの中でも特に純と仲が良くなり、お互いに連絡を取り合っている。ナイトの助言もあり、一時的には良好な夫婦関係を築き、夫の子を妊娠・出産したが、3年後には離婚調停に入った。
ココ/韮崎 舞衣（にらさき まい）
礼衣の双子の姉。行動してから物事を考える性質。多趣味で漫画を描いたり同人誌を出したり、ネトゲ4つを掛け持ちしている。EG引退記念にコスプレに挑戦するが、ある男性がココをお持ち帰りしようと企んでいるのをナイトが阻止し、そのまま初体験をする。それ以降、コスプレも趣味の1つになる。EGのアニメ化をきっかけにブロンドの矢に復帰。
リリアン、レイナ/韮崎 礼衣（にらさき れい）
ナイトの大学の先輩で、歴史研究会の部長。実生活ではまじめな優等生タイプだが、EGではチャットHの達人リリアンという伝説級のキャラだった。部室でチャットHしているのをナイトに見られてリリアン＝自分であることがばれ、そのまま初体験をする。ナイトの勧めもあり、レイナというキャラを作ってブロンドの矢に加わる。それ以降、ナイトとHをするときにはたびたびリリアンの性格が顔を出す。酒豪。
リーセ/ユキ
EGでは女性キャラを使っているがリアル性別は男性。ナイトに憧れている。マオとは恋人。優しくおとなしい性格で物事を強く言えないタイプ。我の強いマオに振り回されているがマオのことは愛しているようで、目の前でマオがナイトに寝取られるのもナイトが相手ならと容認してしまう。ココの勧めもあり、後に現実世界でも女装するようになる。マオとの恋人関係は一旦解消し、友達以上の関係のまま。
キャラ不明/マオ
ユキの恋人。EGにて自身のキャラは持っておらず、リーセを無断で使用していた。モンスターに襲われていた所をナイトに救われ、好意を抱くようになる。ユキという恋人がいるので、ナイトを嫌いになろうとするも無理だと判断し、ユキの目の前で再度ナイトと肉体関係を持つ。行為の最中にナイトに諭されてユキとの関係を見直し、オフ会参加者に対して行った失礼な発言も謝罪した。EGに自分のキャラを作り、ブロンドの矢に加入する予定。ユキとの恋人関係は一旦解消。
チェルシー/本名不明
オーリエと同時期に加入した新メンバーの1人。自分の余命が短いと信じ込み、人生でやり残したことを手帳にメモして実行しており、ナイトに協力を頼んだことをきっかけにH系の行為を実行していった。それ以前もネットに自己撮影のエロ下着映像を流したり、ネットで余命が短いことを宣言したり、ややヤンデレ気味だった。住所がナイトの実家と近い。
はじめ/本名不明
たびたびオフ会には参加しているが、ナイトとの肉体関係はない。学生時代に水泳の強化指定選手に選ばれたことがある。
ナイトとノイエが恋人関係であることは二人のEG内での結婚式の席で初めて知った。

### その他
フェルナンド/内舘（うちだて）、ウッチー
ナイトとは同じ大学で同学年。叶莉亜のEGでの元恋人でイケメン。結構ゲーマー。ネトゲ内での人間関係を軽視していた節がある。ナイト＝内藤であることは知らない。実生活では常識人。
キャラ無し/山浦 美奈（やまうら みな）
叶莉亜の母親。娘がナイトにお世話になっていたことを知り、お礼のために上京してくるが、上京の目的はそれだけではなく出会い系で知り合った男の子2名と会うためでもある。女子高生と偽っていたためにうまくいかず、豪雨の中で再会したナイトと服を乾かすために入ったラブホテルで、そのまま肉体関係を持つ。かなりの若作りでスタイルも良い。その後も家出で上京するたびにナイトを振り回している。
キャラ無し/田端
純の元カレ。純に生活費を稼がせたり、単位のために教授と肉体関係を持たせたりと、随分酷いことをしていた。ナイトの交通事故の際、運び込まれた先の病院で研修医をしており、再会する。純の前で純の過去をナイトに吹き込むが、殴られる。
キャラ無し/ホリ
内舘の大学の友人で、ナイトとも知り合い。ガサツで乱暴。女好き。

## 用語
蒼穹のエジェンギュエル（略称：EG）
ファンタジー系MMORPGの1つ。操作性が簡単なことから女性プレーヤーが多い。アニメ化もされた。
ブロンドの矢
蒼穹のエジェンギュエルに存在するギルドの1つ。主人公のナイトがリーダーを務め、ノイエが副リーダー。創立当初はナイトとノイエの2人のみで長い間2人だけのギルドだった。その後、メンバーを増やし始めて3人目のメンバーに幽愛が加入し、徐々にメンバーが増え始めた。男女比率は圧倒的に女性が多く、確認されている男性はナイトとリーセのみ。

## 書誌情報
- えむあ『おふらいんげーむ』双葉社〈アクションコミックス〉（第1巻 - 第5巻）、エンジェル出版〈エンジェルコミックス〉（第6巻 - 第8巻）、全8巻
  1. 2008年08月28日発売、ISBN 978-4575-83528-1
  2. 2009年06月27日発売、ISBN 978-4575-83639-4
  3. 2010年03月27日発売、ISBN 978-4575-83747-6
  4. 2010年12月27日発売、ISBN 978-4575-83854-1
  5. 2011年09月28日発売、ISBN 978-4575-83971-5
  6. 2012年09月03日発売、ISBN 978-4873-06445-1
  7. 2013年08月03日発売、ISBN 978-4873-06518-2
  8. 2014年04月17日発売、ISBN 978-4873-06567-0